# Football aux Jeux sud-asiatiques de 1993
Navigation
Édition précédente Édition suivante
En 1993, la sixième édition du Football aux Jeux d'Asie du Sud a eu lieu du 11 au 18 décembre au Bangladesh, dans la ville de Dacca. 
La compétition a été organisée par la Fédération de football d'Asie du Sud.
Le Népal remporte son second titre en battant l'Inde en finale, neuf ans après son premier titre.

## Compétition

### Groupe A
| Équipe     | J | V | N | D | BM | BE | DB | Pts |
| ---------- | - | - | - | - | -- | -- | -- | --- |
| Népal      | 2 | 1 | 1 | 0 | 1  | 0  | +1 | 4   |
| Maldives   | 2 | 0 | 2 | 0 | 0  | 0  | 0  | 2   |
| Bangladesh | 2 | 0 | 1 | 1 | 0  | 1  | -1 | 1   |

     Équipe qualifiée; Pts = points; J = joués; G = gagnés; N = nuls; P = perdus;

Bp = buts pour; Bc = buts contre; Diff = différence de buts
| Date        | Équipe 1 | Résultat | Équipe 2   |
| ----------- | -------- | -------- | ---------- |
| 11 décembre | Maldives | 0 - 0    | Bangladesh |
| 13 décembre | Népal    | 0 - 0    | Maldives   |
| 15 décembre | Népal    | 1 - 0    | Bangladesh |

### Groupe B
| Équipe    | J | V | N | D | BM | BE | DB | Pts |
| --------- | - | - | - | - | -- | -- | -- | --- |
| Inde      | 2 | 1 | 1 | 0 | 4  | 2  | +2 | 4   |
| Sri Lanka | 2 | 1 | 0 | 1 | 2  | 3  | -1 | 3   |
| Pakistan  | 2 | 0 | 1 | 1 | 3  | 4  | -1 | 1   |

     Équipe qualifiée; Pts = points; J = joués; G = gagnés; N = nuls; P = perdus;

Bp = buts pour; Bc = buts contre; Diff = différence de buts
| Date        | Équipe 1  | Résultat | Équipe 2  |
| ----------- | --------- | -------- | --------- |
| 11 décembre | Sri Lanka | 2 - 1    | Pakistan  |
| 13 décembre | Inde      | 2 - 0    | Sri Lanka |
| 15 décembre | Inde      | 2 - 2    | Pakistan  |

### Match pour la3eplace
| 18 décembre 1993 | Sri Lanka | 3 – 1 | Maldives | Dacca |  |
|                  |           |       |          |       |  |

### Finale
| 18 décembre 1993 | Népal | 2 – 2 (4-3) | Inde | Dacca |  |
|                  |       |             |      |       |  |